# 長灘海洋體育場
33°45′40″N 118°07′18″W / 33.7611°N 118.1216°W
長灘海洋體育場是位於加利福尼亞州長灘的海洋場館。體育場興建於1932年，是為了鄰近的洛杉磯舉辦1932年夏季奧林匹克運動會的划船比賽而建，是美國第一座人造划船場。 

## 奧運
長灘海洋體育場舉辦了1932年夏季奧林匹克運動會的划船比賽，這是洛杉磯首次舉辦奧運會。該場館將在2028年夏季奧林匹克運動會期間舉辦划船和輕艇艇競速比賽。

## 出現在媒體上
- Britain Wins Olympic Rowing Event, 31 Dec 1932, Movietone News[3]
- Motor Boat Race, 1941, Pathé News[4]